# موتور میرشکاری
موتور میرشکاری یک منطقهٔ مسکونی در ایران است که در دهستان ده‌کهان واقع شده‌است. موتور میرشکاری ۱٬۱۲۴ نفر جمعیت دارد.